# Allopaa
Az Allopaa a kétéltűek (Amphibia) osztályába, a békák (Anura) rendjébe és a  Dicroglossidae családjába tartozó nem.

## Elterjedése
A nembe tartozó fajok Indiában és Pakisztán Kasmír régiójában honosak.

## Rendszerezés
A nembe az alábbi fajok tartoznak:
- Allopaa barmoachensis (Khan & Tasnim, 1989)
- Allopaa hazarensis (Dubois & Khan, 1979)